# 미니카

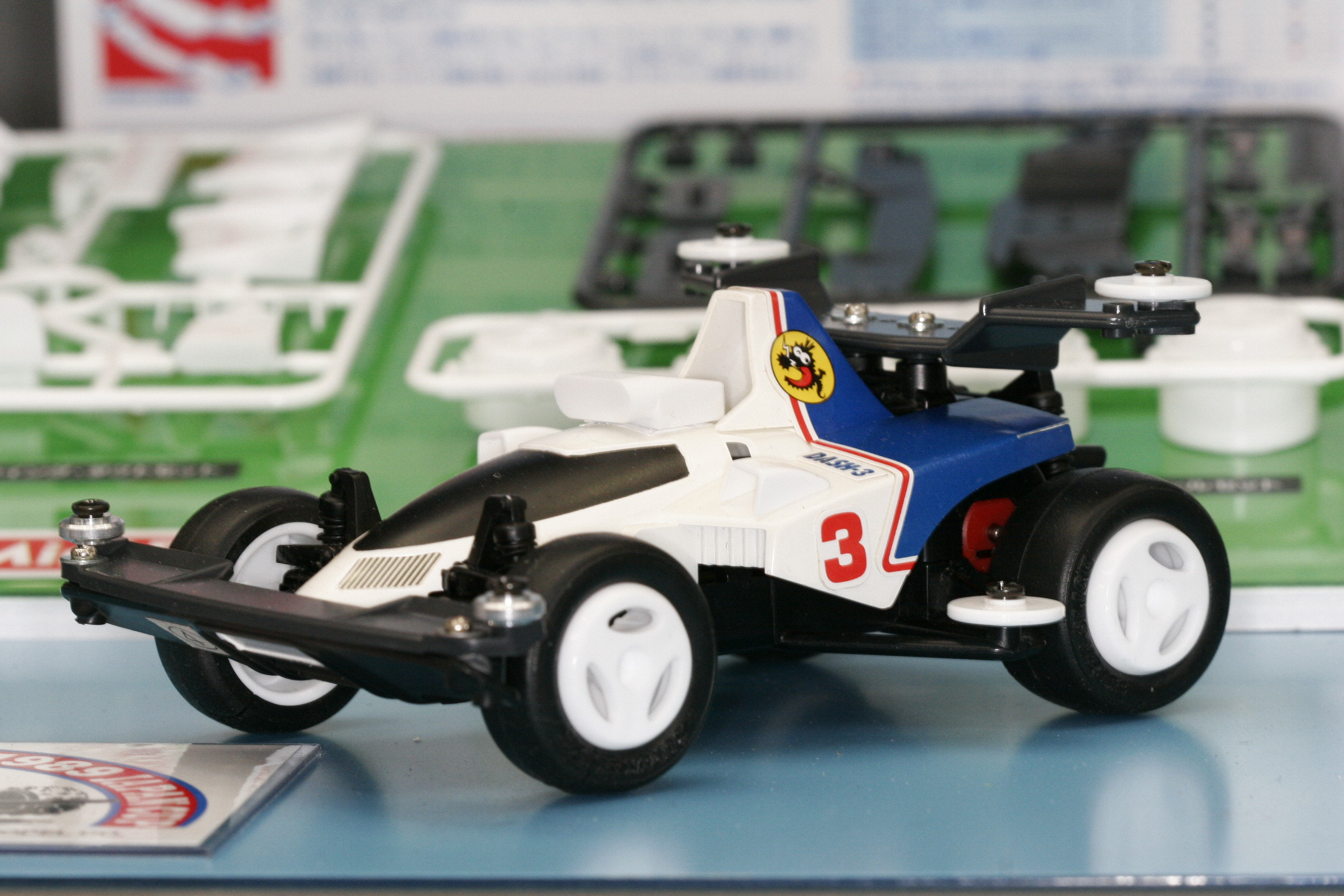
달려라 부메랑에 등장하는 슈팅스타의 프라모델

미니카는 1980년대부터 2000년대 초까지 유행했던 소형 장난감이다. 경주용 자동차를 축소한 모양이며, 타미야에서 미니사구(일본어: ミニ四駆), 미니 사륜구동(영어: Mini 4WD)이라는 상표로 등록하였다. 미니카는 완성품으로도 나왔지만 조립품으로도 많이 생산되었으며, 조립품은 필요한 부품들로 외형 등을 조립한 다음 기어와 모터를 끼우고 건전지를 장착하였다.
미니카는 여러 가지 종목이 있다.

## 규정

### 공통 규정
- 차량 폭은 105mm, 길이는 165mm, 높이는 70mm 이하.
- 차량의 최저 지상고는 1mm
- 4륜 구동
- 정해진 기어비 조합만 가능

## 종목

### 기본 키트 종목
- 박스를 뜯은 상태 그대로 만드는 종목이다.
- 모터는 튠급 (토크튠,랩튠,아토믹튠)과 라이트대쉬모터까지 사용 가능하다.

### 베이직 클래스
- 기본킷에 베이직 툰업 세트를 장착하여 만드는 종목이다.
- 모터는 기본, 토크튠, 랩튠, 아토믹튠, 라이트 대시까지 가능하다.

### 비기닝 클래스
- 카본, 베어링, 시스템이 들어가지 않은 종목이다.
- 뒤에 말할 스톡클래스에 카본, 베어링, 시스템이 들어 가지 않는다고 보면 이해하기 쉬울 것이다. (기본적인 댐퍼, 슬라이스 시스템은 가능)

### 스톡 클래스
- 가공하지 않은 카본, 베어링, 시스템이 가능한 종목이다.

### 오픈 클래스
- 가공이 불가능한 스피드 스톡종목이다.
- 모터는 6개 제한이 있고, 모터는 파워대시까지 허용된다.

### 스탠다드 클래스
- 가공이 가능한 스피드 스톡이다.
- 모터는 라이트 대시까지 가능하다.

### 언리미티드 클래스
- 모든 규정에 있는 크기 제한이 사라지고, 타미야에 있는 모든 모터가 사용 가능하다.단, 상위 모터 2개는 사용이 불가능하다

## 같이 보기
- 타미야
- 미니어처 카